# Elisabeth Sanxay Holding
Elisabeth Sanxay Holding, née le 18 juin 1889 à Brooklyn, New York et morte le 7 février 1955 dans le Bronx, New York, est une romancière américaine, auteure de roman policier.

## Biographie
Elisabeth Sanxay se marie avec le diplomate britannique, George E. Holding en 1913. En raison de la profession de son mari, elle voyage beaucoup en Amérique du Sud et dans la Caraïbe. Elle vit quelques années aux Bermudes avant de revenir à New York.
Elle commence à écrire en 1920 des histoires romantiques avant de se tourner vers la littérature policière à la fin de cette décennie. De 1929 à 1953, elle écrit 18 romans policiers et plusieurs nouvelles dans des journaux quotidiens. Raymond Chandler la qualifie de « meilleur auteur pour ce qui est des personnages et du suspense ».
Fait rarissime, Au pied du mur est édité à deux reprises dans la Série noire, la seconde avec le bandeau rouge suspense.

## Œuvre

### Romans d'amour
- Invincible Minnie (1920)
- Angelica (1921)
- Rosaleen Among the Artists (1921)
- The Unlit Lamp (1922)

### Romans policiers
- Miasma (1929)
- Dark Power (1930)
- The Death Wish (1934)
- The Unfinished Crime (1935)
- The Strange Crime in Bermuda (1937) Publié en français sous le titre Crime étrange aux Bermudes, Paris, S.P.I.E., coll. « La Bande jaune » no 1, 1946
- The Obstinate Murderer (1938), réédité sous le titre No Harm Intended
- The Girl Who Had To Die (1940)
- Who's Afraid? (1940), réédité sous le titre Trial By Murder
- Speak of the Devil (1941)
- Kill Joy (1942), réédité sous le titre Murder is a Kill-Joy
- Lady Killer (1942)
- The Old Battle Ax (1943) Publié en français sous le titre Le Vieux Cheval de bataille, Paris, Plon, coll. « Ruban noir » no 3, 1953
- Net of Cobwebs (1945)
- The Innocent Mrs. Duff (1946) Publié en français sous le titre La Candide Madame Duff, Paris, Gallimard, coll. « Série noire » no 149, 1953
- The Blank Wall (1947) Publié en français sous le titre Au pied du mur, Paris, Gallimard, coll. « Série noire » no 159, 1953 ; réédition dans la même collection avec le no 1051 en 1966 ; réédition sous le même titre dans une traduction révisée, Paris, Éditions Baker Street, 2013 ; réédition, Paris, Éditions Points, coll. « Points. Roman noir », 2014  (ISBN 978-2-7578-4822-7)
- Too Many Bottles (1951), réédité sous le titre The Party Was the Pay-Off
- The Virgin Huntress (1951)
- Widow's Mite (1953)

### Nouvelles
- The Unfinished Crime (1934)
- Nobody Would Listen (1935)
- Bermuda Murder (1936)
- Intent to Kill (1936)
- Murder Solicited (1936)
- Bait for a Killer / The Blue Envelope (1940) Publié en français sous le titre J’accepte tous les risques, Paris, Fayard, Le Saint détective magazine no 73, mars 1961
- Farewell to a Corpse (1946)
- People to Fall Downstairs (1947) Publié en français sous le titre Point de chute, Paris, OPTA, Mystère magazine no 33, octobre 1950
- Farewell, Big Sister (1952) Publié en français sous le titre Conscience professionnelle, Paris, OPTA, Mystère magazine no 73, février 1954
- Most Audacious Crime (1954)
- Glitter of Diamonds (1955)
- The Strange Children (1955) Publié en français sous le titre Il est des morts qu’il faut qu’on tue, dans Histoires à faire peur, Paris, Pocket no 2369, 1987
- Very, Very Dark Mink (1956) Publié en français sous le titre Le Manteau de vison, Paris, Fayard, Le Saint détective magazine no 40, juin 1958
- The Darling Doctor (1957)
- Game for Four Players (1958) Publié en français sous le titre Jeu à quatre, Paris, Fayard, Alfred Hitchcock magazine no 42, octobre 1964
- Les Barrières invisibles (extrait du roman Au pied du mur - The Blank Wall dans la version originale), dans l'anthologie Les Meilleures Histoires de suspense, Tome 2, Paris, Éditions Robert Laffont, 1962

## Adaptations
- 1925 : The Price of Pleasure, film américain réalisé par Edward Sloman
- 1935 : Je veux me marier (The Bride Comes Home), film américain réalisé par Wesley Ruggles
- 1936 : Vocalizing, court métrage américain réalisé par Leslie Goodwins
- 1943 : Seeing Nellie Home, film américain réalisé par Ben Holmes (en)
- 1949 : Les Désemparés (The Reckless Moment), film américain réalisé par Max Ophüls, adaptation du roman The Blank Wall, avec James Mason et Joan Bennett
- 1951 : Friday the Nineteenth, épisode de la série télévisée américaine Lights Out, réalisé par William Corrigan
- 2000 : La Candide Madame Duff, film français réalisé par Jean-Pierre Mocky, adaptation du roman éponyme
- 2001 : Bleu profond (The Deep End), film américain réalisé par Scott McGehee et David Siegel, adaptation du roman The Blank Wall, avec Tilda Swinton